# Юдчиц, Евгений Александрович
Евгений Александрович Юдчиц (бел. Яўген Аляксандравіч Юдчыц; род. 25 ноября 1996, Берёза, Брестская область) — белорусский футболист, защитник.

## Клубная карьера
Воспитанник ДЮСШ-1 города Берёза. Свою профессиональную карьеру начал в 2014 году в составе минской «Звезды-БГУ». В 2015 году в основном выходил на замену, а с июля начал появляться в стартовом составе, но в сентябре перестал выходить на поле из-за травмы. Сезон 2016 стартовал в стартовом составе, но в июле он снова получил травму и выбыл до июня 2017 года (тогда команда сменила название на «Энергетик-БГУ»). Вскоре после возвращения он снова стал игроком основы. В 2018 году он был игроком стартового состава, забив 13 голов в Первой лиге и помог команде выйти в Высшую лигу. Дебют в Высшей лиге состоялся 31 марта 2019 в матче против «Слуцка» (0:0).
Зимой 2021 года продлил контракт со столичным клубом, однако этим же летом подписал контракт с брестским «Динамо» до конца сезона. Закрепился в стартовом составе команды. В феврале 2022 года продлил соглашение с динамовцами. В ноябре 2022 года футболист получил травму разрыва крестообразной связки. В декабре 2023 года футболист покинул брестский клуб.
В феврале 2024 года футболист перешёл в «Ислочь», подписав контракт до конца сезона.
10 января 2025 года стал игроком клуба «МЛ Витебск». 3 марта 2025 года покинул «МЛ Витебск», не проведя за клуб ни одного официального матча. 12 марта 2025 года, за день до старта нового чемпионата, подписал контракт с «Ислочью».

## Статистика
| Сезон    | Дивизион | Клуб           | Страна   | Матчи | Голы |
| -------- | -------- | -------------- | -------- | ----- | ---- |
| 2014     | Д2       | Звезда-БГУ     | Беларусь | 16    | 3    |
| 2015     | Д2       | Звезда-БГУ     | Беларусь | 14    | 2    |
| 2016     | Д2       | Звезда-БГУ     | Беларусь | 11    | 2    |
| 2017     | Д2       | Энергетик-БГУ  | Беларусь | 18    | 8    |
| 2018     | Д2       | Энергетик-БГУ  | Беларусь | 28    | 13   |
| 2019     | Д1       | Энергетик-БГУ  | Беларусь | 26    | 3    |
| 2020     | Д1       | Энергетик-БГУ  | Беларусь | 24    | 5    |
| 2021 (1) | Д1       | Энергетик-БГУ  | Беларусь | 13    | 1    |
| 2021 (2) | Д1       | Динамо (Брест) | Беларусь | 14    | 1    |